# Zot Niekrasow
Zot Iljicz Niekrasow (ros. Зот Ильич Некрасов, ur. 26 grudnia 1907?/8 stycznia 1908 w Melitopolu, zm. 1 grudnia 1990 w Dniepropietrowsku) – radziecki metalurg.

## Życiorys
Urodził się w rosyjskiej rodzinie robotniczej. Początkowo pracował jako ślusarz kolejowy w Słowiańsku, w 1930 ukończył Dniepropietrowski Instytut Metalurgiczny, później został pracownikiem naukowym i kierownikiem grupy w Dniepropietrowskim Naukowo-Badawczym Instytucie Metali, a od 1938 do 1941 był pracownikiem naukowym Dniepropietrowskiego Instytutu Metalurgicznego. Był profesorem działu metalurgii surówki, po ataku Niemiec na ZSRR został ewakuowany wraz z instytutem za Ural, był pracownikiem Instytutu Górniczo-Metalurgicznego w Magnitogorsku, poza tym jako konsultant wyjeżdżał do Niżnego Tagiłu i Kuźniecka, w 1943 wrócił do Dniepropietrowska i ponownie został pracownikiem naukowym Dniepropietrowskiego Instytutu Metalurgicznego. W 1951 został zastępcą dyrektora, a w 1952 dyrektorem Instytutu Metalurgii Żelaza (do 1976). Później, w 1978 został kierownikiem działu, a w 1988 doradcą przy dyrekcji Instytutu Metalurgii Żelaza. W 1961 został akademikiem Akademii Nauk Ukraińskiej SRR. Zajmował się m.in. problemami intensyfikacji produkcji wielkopiecowej i możliwością wykorzystania gazu ziemnego w metalurgii. Był członkiem Komitetu Obwodowego KPU w Dniepropietrowsku i deputowanym do Rady Miejskiej Dniepropietrowska. Jego imieniem nazwano Instytut Metalurgii Żelaza Narodowej Akademii Nauk Ukrainy.

## Odznaczenia i nagrody
- Medal Sierp i Młot Bohatera Pracy Socjalistycznej (13 marca 1969)
- Order Lenina (trzykrotnie)
- Order Rewolucji Październikowej
- Order Czerwonego Sztandaru Pracy (trzykrotnie)
- Order „Znak Honoru”
- Nagroda Leninowska (1960)
- Nagroda Stalinowska (1941)

I inne.